# Genealogía de Rama
La Genealogía de Rama (tanto los antepasados como los descendientes) se encuentra en el Libro IV de Vishnu Purana, el Shrimad Bhagavatam y el Brahma Purana.

## Antepasados de Rama
El capítulo 1 de Vishnupurana menciona que Brahma creó a Daksha fuera de su pulgar. Daksha tuvo una hija Aditi, que era madre de Sol. Del Sol nació Manu. Del dios Sol venía el padre de Manu, cuyo estirpe vino para ser conocido como el Suryavansha (los descendientes del Sol).
Manu tuvo muchos hijos de los cuales 50 perecieron en disputas mutuas. Diez hijos sobrevivieron, uno de cuales era Ikshvaku. El Brahma Purana (Capítulos 7 y 8) proporciona detalles sobre los 10 hijos de Manu y sus descendientes tal como sigue a continuación
- Ikshvaku
- Nriga
- Dhrishta - También llamado Rishta. Gobernó sobre Dharstika. Su hijo fue primero un Kshatriya y luego llegó a ser un Vaishya. Posteriormente llegó a ser un Brahmin.
- Saryati - Tuvo gemelos, Anarta y Sukanya. El país de Anarta fue Anarta con capital en Kushasthali. El hijo Anarta fue Raiva y el nieto Raivata. El hijo de Raivata el hijo fue Kakudmin. Kakudmin regresó después de que unos cuantos Yugas a Kushasthali y lo encontró cambiado a Dvaravati, gobernado por Yadavas. Concedió a su hija Revati (aka Samudra) en matrimonio a Baladeva y se retiró al asceticmo.
- Narishyanta - Narishyanta tuvo un hijo llamado Yama y el nieto se llamó Dhandhara. Los hijos de Narishyanta fueron el Sakas.
- Pransu - Pramsu El hijo fue Prajapati.
- Nabhaga - Tuvo un hijo llamado Ambirasa que fue primero un Kshatriya y luego un Vaishya. Posteriormente llegó a ser un Brahmin.
- Nideshta
- Karusha - Sus hijos Karushas fueron Kshatriyas.
- Prishadhra -  Haga daño a la vaca de su maestro y por ello fue maldecido para convertirse en un Shudra.

Manu también tuvo un niño nombró Ila (aka Sudyumna) quién dio nacimiento a Pururavas después de tener relaciones con Budha, el hijo de Soma. Pururavas fue el primer rey de la dinastía Aila o el Somavamsha.
Rama nació en la línea Ikshvaku. El linaje de Ikshvaku a Rama es como sigue:
- Ikshwaku - El sucesor de Manu fue el fundador de la dinastía Ikshvaku. Ikshwaku fue padre de 101 niños de los cuales los más conocidos fueron Vikukshi, Nimi y Danda. 50 niños de Ikshvaku eran protectores de países del norte mientras que 48 era príncipes de países del sur. Nimi fue gobernante de la región Mithila y empezó el reino de Janaka. Después de la muerte de Ikshwaku, su hijo Sasada le sucedió. Según las fuentes de Jain, Ikshvaku era Rishab Deva.[5]
- Sasada - Nombrado Vikuksi de nacimiento,  se apellidó Sasada después de comer Carne-de-Liebre lo cual significaba un rito por sí mismo (Sasada significa Comedor-de-Liebre). Aunque abandonado por Ikshvaku, llegó a ser su sucesor debido a Vasistha. Vikuksi tuvo 500 hijos los cuales guardaron las regiones del norte dirigidos por Sakuni y 58 hijos que guardaron las regiones del sur dirigidos por Visati. El Brahma Purana dice que el hijo de Sasada era Kakutstha y el hijo de Kakutstha era prithu. Sin embargo, el Vishnu Purana dice que el hijo de Sasada era Puranjaya (Paranjaya en Shrimad Bhagavatham) y el hijo de Puranjaya era Prithu. De Puranjaya / Kakutstha y Prithu el linaje es como sigue:
- Puranjaya (Vishnu Purana) Y Shrimad Bhagavatham / Kakutstha (Brahma Purana)
- Prithu
- Andra
- Yuvanasva
- Srasvata - Fundó la ciudad de Srasvati.
- brihadasva (También deletreado Brihad-Ashwa).
- Kuvalaysva -  Derrotó al demonio Asura Dhundu. Sus hijos (21000 en número) perecieon excepto tres - Dridhasva, Chadrasva y Kaplisva. Haryasva, el más viejo de estos tres sucedió al trono.
- Dridhasva
- Haryasva
- Nikumbha
- Samhatasva - llamado Samhatasva en Brahma Purana. Tuvo 2 hijos, Akrasava y Krisasva, y una hija Haimavati cuyo hijo era Prasenajit. El Brahma Purana procede con las tablas de genealogía de Prasenajit con los mismos nombres tan en Vishnu Purana y Shrimad Bhagavatam posteriormente. Sin embargo, desde Prasenajit es el hijo de Haimavati en Brahma Purana, que haría la línea para tener descendida de Haimavati (una hembra) como por Brahma Purana.
- Krisasva - El Vishnu Purana y Shrimad Bhagavatam dice que Prasenajit era hijo de Krisasva.
- Prasenajit casado con Gauri. Como por Brahmapurana, tuvo dos hijos, Yuvanaswa y Mandhata. Sin embargo, tanto por SB como por Vishnu Purana, Mandhata fue hijo de Yuvanasva.
- Yuvanasva(2) - Según Vishnu Puarana, Yuvanasva no tuvo niños, de modo que los sabios, tomaron lástima de Yuvanaswa y procuraron un Yajna para ayudarle y conseguirle descendientes. Una noche, Yuvanaswa sintiendo sed y no queriendo molestar a nadie, entró a buscar agua. En la oscuridad, accidentalmente bebió el agua consagrada. Por la mañana los sabios encontraron el vaso que contenía el agua consagrada vacío y pronunciaron que un hijo poderoso nacerá de la reina que hubiera bebido esta agua. Entonces Yuvanasvalo dijo a los sabios que había bebido el agua. De acuerdo con ello, Yuvanasva concibió un niño en su vientre. A nacimiento de un niño macho,  esté preocupado cuando a quién enfermero el niño. Indra de señor apareció y dicho - Mam Dhyasti i.e. Sería su enfermero , y por ello el chico estuvo nombrado Mandhata.
- Mandhata -  Case Chaitarathi / Bindumati, hija de Sasabindu. Está supuesto para ser un muy monarca quién conquistó siete continente y les compró debajo su dominion. Un verso en Vishnu Purna está traducido tan "Del aumentando al bajando del sol, todo aquello está radiado por su luz, es la tierra de Mandhata* Como por Brahmapurana tuvo 2 hijos, Purukutsa y Mukunda; y Trasdasya era el hijo de Purukutsa. De Purukuta la línea sigue de la misma manera que SB y Vishnu Purana. Sin embargo, SB y Vishnu Purana proporciona nombres adicionales entre Mandhatra y Purukutsa según más abajo:
- Ambarisha (Hijo de Yuvanasva)
- Purukutsa
- Trasadasya (Hijo de Purukutsa y Narmada). Según Brahmapurana Narmada era la mujer de Trasadasyu. Un Kurusravana está descrito como el hijo de Trasadasyu en Rigveda 10.33 y por ello Keith supone que el Kurus existió en el Rg-Veda.[6] Queda una controversia sobre si la literatura Vedica sabe de una enemistad entre el Kurus y el Pancalas, lo cual sabemos de en el Mahabharata. El hijo de Trasadasyu era Sambhuti.
- Sambhuti
- Anaranya - Fue presuntamente muerto por Ravana.
- Haryasva
- Sumati
- Tridhanwan. En Brahmapurana, Tridhanwan está postulado como el hijo de Sambuta, y los nombres entre Sambhuta y Tridhanwan como proporcionados por SB y Vishnupurana están ausentes.
- Thrayaruni
- Satyavarta (También conocido como Trishanku). Esté esfumado por su padre Thrayaruni y fue para vivir con Svapakas. Mate Vasistha  vaca. Brahmpurana Dice Vishwamitra le hizo ascender a cielo con su cuerpo físico.
- Harishchandra. También llamado Traishankava como el hijo de Trisanku.
- Rohitaswa, también llamado Rohita.
- Harita
- Chunchu, también deletreado Chanchu, Cancu, Chamchu, Campa. Manusmrithi Menciona Chenchu quiénes han sido explorados para sus enlaces con la tribu Andhras[7]
- Vinaya
- Ruruka
- Vrika
- Bahu (También conocido como Bathuka) - Su reino estuvo invadido por la tribu vecina de Haihayas y Talajangha. Fue expulsado a la jungla con sus reinas donde Sage Aurva les dio refugio. Como Brahmapurana, Bahu no fue muy justo. Una de sus reinas, Yadavi, dio nacimiento a Sagara junto con veneno (gara).
- Sagara - Tuvo 6001 hijos. Sagara recapturó el reino de su padre y derrotó las tribus de Haiheyas, Talajhanghas, Sakas, Pahlavas y Paradas. Afeitó el cabello de Sakas hasta la mitad, lo de Yavanas y Kambhojas completamente, el Paradas tuvo que llevar su cabello suelto, y el Pahlavas tuvo que llevar bigotes. Todo del seguidor tuvo que dejar recitation; y era deprieved de su Kshatriya-capote y su dharma: Sakas, Kambhojas, Yavanas, Paradas, Konisarpas (Kalasarpas), Mahishakas, Cholas y Keralas. Sagara realizó Ashvamedha y el caballo desapareció cerca de la costa del océano sudoriental. Allí encontraron al Sabio Kapila descansando. Según el Vishnu Purana, los hijos de Sagara mataron a Kapila. Según el Brahma Purana, Kapila es un avatar de Vishnu y quemó a los hijos de Sagara y perdonó a 4 de ellos—Barhiketu, Suketu, Dharmaratha, Panchananda. Luego Kapila bendijo a Sagara, quién continuó para ejecutar a 100 Asvamedhas y engendró 60,000 hijos. Uno de los hijos, llamado Panchajana introdujo la brillantez de Narayana y llegó a ser Rey. Su hijo asmanjasa le sucedió.
- Amsumantha - El nieto de Sagara e hijo de Asmanjasa / Panchajana.
- Dilīpa.
- Bhagiratha - Bhagiratha compró el río Ganges para conectar a tierra desde el cielo.
- Sruta
- Nabhaga
- Ambarisha(2)
- Sindhudwipa
- Ayutayu
- Rituparna, un amigo de Nala.
- Sarvakama
- Sudama, presuntamente un amigo de Indra.
- Saudasa (También conocido como Mitrasaha, Kalmshapada y Kamlasapada Saudasa).

Después de Saudasa, el Brahmapurana da el descenso hasta Raghu como sigue:
- Saudasa
- Sarvakarman
- Anaranya
- Nighna
- Anamitra Y Raghu
- Dulidaha, el hijo de Anamitra
- Dilipa
- Raghu

Después de Saudasa, el Vishnupurana da el descenso hasta Raghu como sigue:
- Saudasa
- Asmaka
- Mulaka -  (También despectivamente llamado Narikavacha (uno que utiliza mujeres para armadura) desde entonces estuvo rodeado y disimulado por mujeres cuándo sus enemigos venían a buscarlo).[8] [En los tiempos actuales Mulaka es (1) el nombre de una tribu jangam en Andhra Pradesh que reclama ser Kapus / Balijas; y (2) alterna el nombre utilizado por Mulakanadu Brahmins ]
- Satharatha
- Ldabida (O) Viswasaha
- Dilipa(2) (o) Khatvanga
- Deerghabahu
- Raghu

Después de Raghu, todo los puranas dan la descendencia como sigue:
- Aja, hijo de Raghu.
- Dasharatha - Fue padre de Rama.
- Rama

## Valmiki Ramayana
La Genealogía de Rama está proporcionada en el Ayodhya Kanda de Valmiki Ramayana como sigue:
- Brahma
- Marichi
- Kashyapa
- Vivasvan, el Sol-Dios, Surya
- Manu
- Ikshvaku
- Kukshi
- Vikukshi (Sasada)
- Bana
- Anaranya (Anenas)
- Prithu
- Trishanku

Después de Trishanku el Valmiki Ramayan continúa con Yuvanasva como sigue:
- Yuvanasva
- Mandhata
- Susandhi. Tuvo 2 hijos Dhruvasandhi y Prasenajit.
- Bharata, nacido a Dhruvasandhi
- Asita - Haihayas, Talajanghas y Shashibindavas llegó a ser de sus enemigos y le condujo fuera. Asita llegó a ser una Sabia y tomó asilo en el Ashrama de Rishi Chyavana (un descendiente de Bhrigu). La mujer de Asita, Kalindi dio nacimiento a Sagara junto con el veneno que se le dio para destruir su feto.
- Sagara - Excavó el océano
- Asamanja - Alejado por su padre Sagara por fechorías. El hijo de Asamanja Amshuman le sucedió.
- Amshuman
- Dilipa
- Bhagiratha
- Kakutstha - Sus hijos fueron llamados Kakutsthas. En la línea de Kakutsthas nació un hijo llamó Raghu, de donde brotó el Raghavas.
- Raghu
- Kalmashapada - Es también conocido como Purushadaka, Pravriddha y Soudasa.
- Shankhana
- Sudarshana
- Agnivarna
- Shighraga
- Maru
- Prashushruva
- Ambarisha
- Nahusha
- Nabhaga - Tuvo 2 hijos Aja y Suvrata.
- Dasartha, hijo de Aja.
- Rama

## Descendientes de Rama
El apellido de Rama empezó desde él como sigue a continuación:
- Rama tuvo dos hijos, Kusha y Lava
- Kusa. Kusha se casó con una princesa Naga y se mantuvo el poder sobre Dakshina Kosala lo que aproximadamente corresponde hasta el día presente Chhattisgarh.[10]
- Atithi
- Nishadha
- Nala
- Nabhas, también conocido como Nabha
- Pundarika
- Kshemadhanwan, también deletreado Kshemadanvan
- Devanika
- Ahinagu o Ahinaga, que el Shrimad Bhagvatam traduce como Ahina.[11] Las fuentes Alternar Pali mencionan que Ahinaga, el Rey de Ayodhya era uno de los Reyes Naga que gobiernan con gran majestad y poder que fueron convertidos a la fe de Buddha.[12] Ahinaga Es también retratado en literatura budista como un inicial adversario de Buddha, y a veces como Vritra o como descendiente del Vedic Ahi-Vritra. Sin embargo, esta versión no se corrobora con la versión dada por Bhavishya Purana donde Gautama Buddha nace en la línea de Brihadbala cuando mencionado en las tablas abajo. Bhandarkar menciona literatura prebudista qué dice que había cuatro familias de los reyes Ahí (Naga) alrededor de las regiones de Kampilya, mientras haciendo mención que en el Mahabharat, Bhishma y Krishna se quedó con el Sarpa y Naga familias por algún tiempo.[13] El hijo de Ahinaga era Pariyatra.

El Brahma Purana da la descendencia de Ahinaga a Vajranabha como sigue:
- Ahinaga
- Sala
- Ukhya, también conocido como Uktha
- Vajranabha - tuvo un hijo llamado Nala.

El Vishnu Purana da la descendencia de Ahinaga a Vajranabha como sigue:
- Ahinaga
- Paripatra, también conocido como Pariyatra.
- Dala
- Chhala, también conocido como Bala y Vacchala. El Shrimad-Bhagavatam le llama Balasthala[11]
- Uktha, también conocido como Ukhya
- Vajranabha. En El Shrimad-Bhagavatam Vajranabha está listado como el hijo de Balasthala.[14]

De Vajranabha a Brihadbala la genealogía dada por el Vishnu Purana difiere de la dada en el Shrimad-Bhagavatam.
Vishnu Purana Proporciona la genealogía como sigue:
- Vajranabha
- Sankhanabha
- Abhyutthitaswa
- Viswasaha
- Hiranyanabha - Fue alumno de Sage Jaimini y está considerado por ser un Rey Sabio. Comunicó el conocimiento de ejercicios espirituales a Yajnavalkya.
- Pushya, también conocido como Pushpa.
- Dhruvasandhi
- Maru
- Prasusruta
- Susandhi
- Amarsha
- Mahaswat
- Visrutavat
- Vrihadbala - Brihadbala fue el último rey en esta dinastía. Fue asesinado en batalla por Abhimanyu, hijo de Arjuna.

El Shrimad-Bhagavatam da la genealogía de Vajranabha a Brihadbala como sigue:
- Vajranabha - Dicho para haber nacido de la radiación del sol-dios.
- Sagana
- Vidhriti.
- Hiranyanabha, quién llegó a discípulo de Jaimini y se convirtió en un gran acarya de yoga místico. Es de Hiranyanabha que el gran santo Yajnavalkya aprendió el sistema altamente elevado del yoga místico conocido como adhyatma-yoga. Su hijo era Puspa.
- Pushya, también conocido como Pushpa.
- Dhruvasandhi
- Sudarsana
- Agnivarna
- Sighra
- Maru
- Prasusruta
- Sandhi, también conocido como Susandhi
- Amarsha, también conocido como Amarshana
- Mahaswat, también conocido como Mahasvan
- Visvabahu
- Prasenajit
- Takshaka - Un rey Naga alejado por el Pandava, Arjuna, del bosque Khandava.
- Vrihadbala - Brihadbala Era el último rey en esta dinastía. Fue asesinado en batalla por Abhimanyu, hijo de Arjuna.

## Descendientes De Brihadbala
Los descendientes de Brihadbala está dado por el Shrimad Bhagavatam, Canto 9 como sigue. Sus nombres alternativos si son mencionados en el Bhavishya Purana están proporcionados en paréntesis:
- Vrihadbala / Brihadbala. A principios de Kali-Yuga Brihadbala gobernaba Kosala. Fue asesinado por el Pandava, Abhimanyu.
- Brihadrana (Brihatshaya)
- Urukriya (Urukshaya)
- VatsaVriddha (Vatsavyooha)
- Prativyoma (Prativyom)
- Bhanu
- Divaka. Los estados Bhavishya Purana Divakara como el hijo de Prativyoma.
- Sahadeva
- Brihadasva
- Bhanuman (Bhanuratha)
- Pratikasva (Pratitashva)
- Supratika
- Marudeva (Merudeva)
- Sunakshatra
- Pushkara
- Antariksha. Hay una variación en el Bhavishya Purana como Antariksha está declarado para ser descendido como Sunakshatra como sigue: Sunakshatra -> Kinnarashva -> Antariksha.
- Sutapa (Suparna)
- Amitrajit (Amitarajit)
- Brihadraja (Brihadbhrija)
- Barhi (Dharmin)
- Kritanjaya
- Rananjaya
- Sanjaya
- Sakya (Shakya)
- Suddhoda Shakya. El Bhavishya Purana declara que sea Suddodhana, el padre de Gautama Buddha y desde Buddha abdicó el trono, el linaje continuó con su hijo Rahula.[16]
- Langala (Rahula) Shakya
- Prasenajit (Prasenjit)
- Kshudraka (Kshudvaka)
- Ranaka (Kulaka)
- Suratha
- Sumitra.

Los Ikshvakus eran una línea codiciada. Después de que en Sumitra no había más hijos en la dinastía del sol-dios, y por ello la dinastía está destinada para acabar. [llegó a ser matrilineal?, inicios de línea de la nota de hembra Aditi-Kashyapa]. Los siguientes extractos están mencionados por KR Subramanian en el libro "Restos budistas en Āndhra y la historia de Āndhra entre 224 & 610 Un.D." Desde la página 82-87:
Muchos dinastías indias del sur escogieron estar asociadas con ellos en una forma u otra. El Cholas y Gangas reclamaron descendiente de ellos. El Pallava jefe de Kanchipuram, Tondaman Ilam Tiraiyan está dado un pedigrí similar de dinastía del Ikshvakus en el Perumbanarruppatai. El Kekeyas del deccan estaba orgulloso de su alianza de matrimonio con el Iksvakus. Por una inscripción de Nagarjunakonda, una princesa Ikshvaku está dicha para estar casada con el Rey de Banavasi, antes de que Banavasi vino para ser gobernado por el Kadambas, y por ello la boda está tomada para ser con un rey Bana. El Satavahanas estuvo enlazado a Ikshvakus. Los Ikshvakus fueron la familia más famosa de Andhra-desa, norte de Krishna, en el siglo III d. C., y fueron grandes patrocinadores de budismo.
Se ha sugerido que las dinastías siguientes eran históricamente Jain Clanes: Rashtrakuta Dinastía, Occidental Ganga Dinastía, Magadha Reino, Solankis, Ikshvaku Dinastía, Andhra Ikshvakus y Nanda Dinastía.